# ドレスデンの思い出
『ドレスデンの思い出』（ドレスデンのおもいで、仏: Souvenir de Dresde) 作品182は、ヨハン・シュトラウス2世の弟でエドゥアルト・シュトラウス1世がおそらくウィーンで1879年に作曲したポルカ・フランセーズ。演奏時間は約3分弱。

## 概要
エドゥアルト・シュトラウスが、ドイツへの演奏旅行からウィーン帰省後を受けておそらく作曲・成立した作品であると考えられるが、詳しいことは不明である。おそらくこのポルカは、1879年にムジークフェラインの大ホールにおけるエドゥアルト主催の恒例のサンデー・コンサートのプログラムの中でシュトラウス楽団による演奏で初演されたものと考えられる。
北ドイツの都市ハンブルクのアウグスト・クランツ社による1880年４月頃刊行の初版のピアノ2手用楽譜の表紙絵には、「北のフィレンツェ」の愛称を持つザクセン王国の首都である古都ドレスデンのエルベ河沿いに建つカトリック宮廷教会の姿が描かれている。曲想も厳粛な趣の短調による主部と、どこか懐かしさを回想する様な長調によるトリオ部分から対比構成される魅力的なもので、ゆったりと楽想展開する独特な趣のポルカである。
ちなみに、兄のヨハン・シュトラウス2世は、功なり名を遂げた晩年にあった1897年にドレスデンと関連したタイトルを持つ『エルベのほとり』（op.477）と題した陽気な内容の最後のオリジナル・ワルツを作曲して、生涯の早い頃から自分の存在と音楽に好意と友好関係を見い出してくれたザクセンの都に敬意を払ってもいる。